# Giuseppina Tuissi
Giuseppina Tuissi, detta Gianna (Abbiategrasso, 23 giugno 1923 – 23 giugno 1945, presumibilmente), è stata una partigiana e antifascista italiana che militò come staffetta e collegatrice nella 52ª Brigata Garibaldi "Luigi Clerici". Dal settembre 1944 fu collaboratrice del partigiano Luigi Canali, il capitano "Neri".
"Gianna" ebbe un ruolo di primo piano negli avvenimenti di Dongo durante l'arresto e la fucilazione di Benito Mussolini e di Clara Petacci. Scomparve misteriosamente il 23 giugno 1945, nel giorno del suo ventiduesimo compleanno: si presume che sia stata uccisa per mano di altri partigiani e il suo corpo fu gettato nel lago di Como al Pizzo di Cernobbio.

## Biografia
Alta, slanciata, occhi azzurri, capelli neri che erano tinti di biondo durante i "fatti di Dongo" del 27 e 28 aprile 1945, molto graziosa, era chiamata dai partigiani anche la piccola Gianna per via della giovane età, o la Pasionaria per il suo carattere fermo e coraggioso. Altri la descrivono come minuta ma formosa.
Nata ad Abbiategrasso, ma residente a Baggio, fu operaia alla Borletti e poi impiegata all'ospedale di Baggio. Il padre Umberto, fabbro, il fratello Cesare ed il fidanzato Gianni Alippi "Galippo" erano attivi militanti antifascisti ed operavano nella resistenza nel terzo GAP "Mendel" milanese. Il fidanzato venne sorpreso il 30 agosto 1944 mentre stava preparando un attentato contro la Muti: arrestato, venne torturato per tutta la giornata ed infine fucilato la sera stessa insieme a tre compagni a ridosso del muro di via Tibaldi a Milano.
Giuseppina, anch'essa ricercata per la sua attività antifascista, in quanto da impiegata all'ospedale militare rilasciava false licenze ai militi che non volevano tornare al fronte e sottraeva moduli, licenze e lasciapassare che consegnava ai gappisti, dovette quindi fuggire e nascondersi finché venne inviata dal comando garibaldino di Milano al capitano "Neri" in qualità di collegatrice, dove prenderà il nome di battaglia di "Gianna" in ricordo del fidanzato.
Arrestata il 6 gennaio 1945 a Villa di Lezzeno assieme al Capitano "Neri" dagli uomini della 11ª Brigata Nera "Cesare Rodini" venne portata in carcere a Como e crudelmente torturata: percossa anche con una frusta, ustionata in più parti del corpo, bagnata con acqua gelida, lasciata nuda sulla neve, di notte viene rinchiusa con un topo in un armadio, venendo poi trasferita al comando delle SS di Monza ed infine rilasciata il 12 marzo a Rovereto, mentre era ormai in viaggio, destinata ai campi di sterminio tedeschi, per iniziativa di un ufficiale della Gestapo, il capitano Vernig, che s'impietosì del suo stato, o forse nella speranza che potesse portare involontariamente, dopo essere stata pedinata, alla cattura del capitano "Neri" che era riuscito a fuggire dal carcere.
Dopo 23 giorni di sevizie, come ebbe in seguito il coraggio di ammettere ella stessa, allo stremo delle forze e della resistenza, di fronte alla domanda se conoscesse un certo Riccardo di Milano, insieme a molte false rivelazioni, rispose affermativamente. Ella era però probabilmente convinta che in quel lasso di tempo i suoi compagni di lotta avessero già preso le necessarie precauzioni e di conseguenza abbandonato i recapiti clandestini. Secondo la testimonianza del tenente Adolfo Belgeri della 11ª Brigata nera, "... la signorina Giuseppina Tuissi (alias Gianna), per ciò che mi consta, ... mantenne sempre un comportamento ineccepibile, venni a sapere da Cavatore che, sottoposta a torture da Mariani, disse due indirizzi di Milano che risultarono falsi". Dopo la scarcerazione "Gianna" compilò un resoconto dettagliato della sua esperienza, rinunciando a fuggire in Svizzera, come fecero in quel periodo numerosi comandanti partigiani e decidendo di rimanere a continuare la lotta con i suoi compagni.
Il 25 febbraio 1945 in un retrobottega milanese si riunì un Tribunale del popolo, presieduto da Amerigo Clocchiatti "Ugo", ed in cui Pietro Vergani "Fabio" assunse il ruolo di pubblico accusatore, che tenne un processo sommario istituito dalla Delegazione per la Lombardia del comando generale delle Brigate Garibaldi, emettendo infine una sentenza di condanna a morte per i due partigiani. I garibaldini comaschi però, conoscendo il loro capitano e la sua staffetta, non erano propensi a rendere esecutiva la condanna, tanto che i due dopo diverse peripezie ritornarono tra i loro compagni di lotta che li accolsero e, dal momento che il grado di capitano era stato assunto da "Pedro", nominarono il Capitano "Neri" Capo di stato maggiore della 52ª Brigata Garibaldi "Luigi Clerici", carica del tutto inusuale tra le brigate Garibaldi.
Nei giorni della cattura, della detenzione e dell'esecuzione di Benito Mussolini, di Clara Petacci, e degli altri fascisti fermati a Dongo, "Gianna" era presente al fianco del capitano "Neri" e del fratello Cesare, svolgendo, insieme a Bianca Bosisio, il delicato incarico di custodire e inventariare i beni sequestrati. Per questo si recherà a Musso a ritirare le valigie di Paolo Zerbino, il cui saccheggio da parte dei partigiani era già iniziato. Durante il viaggio nella notte del 27 aprile 1945 da Germasino a Moltrasio e a Bonzanigo, era sull'auto che trasportava Claretta, insieme a Michele Moretti "Pietro". Claretta le chiese come mai una giovane ragazza partecipasse a quella vita in condizioni così dure, "Pietro" l'ammutolì rispondendo seccamente "da quando voi fascisti le avete ammazzato il fidanzato". Però poi le regalò la sua piccola pistola con il calcio d'argento e con incise le proprie iniziali.
Luciano Garibaldi in La pista inglese (ARES, 2002) riporta la testimonianza di un'ausiliaria appartenente alla X Mas, Pasca Piredda, che riferì che il 30 aprile 1945 fu salvata da fucilazione certa da Gianna e dal suo compagno il capitano  Neri. I due chiamarono un ufficiale inglese che la mise in libertà. Questo, secondo Garibaldi, prova che i due avevano stretti contatti con i servizi segreti britannici in Italia.

Arrestata a Baggio, dal 29 aprile al 9 maggio fu trattenuta e interrogata nella caserma "generale Cantore" di Milano da Pietro Vergani, per chiarire la questione del tradimento. Proprio al termine di questo periodo di prigionia apprese la notizia della scomparsa del capitano "Neri", "giustiziato da un tribunale partigiano di montagna". All'uscita dal carcere scrisse alla madre di Luigi:

Alla fine di maggio ritornò a Milano con Alice, sorella di Luigi Canali, per incontrare Vergani e per cercare di conoscere la sua opinione sulla scomparsa del capitano. Verrà trattata brutalmente: "per te gli onesti sono delinquenti. Te la sei scampata una volta, non te la scamperai una seconda". Nello sconforto non cesserà di cercare e di scoprire la verità. In una lettera all'amica Vincenzina Coan rivelò: 
La ex staffetta iniziò con  determinazione a fare domande, incurante delle minacce ricevute. Venne così a sapere probabilmente troppe cose, minacciando per di più di parlarne. In quei giorni incontrò anche Ferruccio Lanfranchi, redattore del Corriere d'Informazione che stava conducendo un'inchiesta sulla fine di Mussolini. Ritornò anche sul lago di Como: dal 20 al 23 giugno, in compagnia di Alice Canali, andò da Milano a Lasnigo da Pietro Terzi "Francesco", poi a Sorico e a Dongo, dove incontrarono "Sandrino", e ad Acquaseria (oggi in comune di San Siro), dove pranzarono con il "capitano Fede". Al ritorno Alice trovò un passaggio in auto, mentre "Gianna" ritornò in bicicletta.
Pier Luigi Bellini delle Stelle la incontrò per strada mentre parlava con Mariuccia Terzi, sorella di "Francesco", e successivamente si vide una moto guidata da uno sconosciuto e con la stessa Mariuccia a bordo dirigersi verso Como. Da successive indagini condotte dallo stesso "Pedro", i due sarebbero andati ad avvisare il comandante della Polizia del Popolo Dino Cassinelli "Lince", che subito avrebbe inviato due uomini a prelevare la giovane. Verso le 20, i tre incontrarono il partigiano Marco Bonzi "Martin Bisiocch", al quale la donna avrebbe confidato che "era finita perché erano venuti a prenderla". Nel romanzo storico intitolato BEN di Angelo Paratico, pubblicato da Mursia nel 2010, Giuseppina Tuissi è in pratica una "Bond Girl" avendo una relazione sentimentale con un giovane James Bond, del SOE, inviato personalmente da Winston Churchill in Italia a recuperare il suo carteggio con Mussolini e poi a uccidere il Duce, che incontrerà a Gardone.
Verso le 21, due fidanzati appartati in intimità in località Pizzo a Cernobbio avrebbero visto arrivare una moto con due individui e una ragazza, udendo le urla della ragazza, degli spari, un tonfo nel lago, ed infine la ripartenza della moto. Era il 23 giugno 1945, il giorno del 22º compleanno di Giuseppina Tuissi. Per questo delitto vennero in seguito imputati come mandanti Dante Gorreri, segretario del P.C.I. di Como e Pietro Vergani, comandante regionale delle Brigate Garibaldi e come esecutore Maurizio Bernasconi "Mirko", uno dei componenti della famigerata banda del "Lince", Leopoldo Dino Cassinelli ex partigiano di Bellano e capo di uno squadrone della polizia del popolo che aveva sede in villa Tornaghi a Como. Nel 1957, tutti gli imputati furono prosciolti grazie al meccanismo della prescrizione.
Solo cinquant'anni dopo Gianna verrà riabilitata, quando nell'aprile 1999 il segretario dei DS Walter Veltroni ricevette una lettera dalla famiglia Tuissi che chiedeva di restituire l'onore a Neri e Gianna , lettera a cui fece seguito un carteggio tra Carlo Azeglio Ciampi e le due famiglie in cui veniva riconosciuto il ruolo dei due partigiani nella Resistenza.